# Talitha Delmeiren
Talitha Delmeiren (született 1990. április 14-én, Belgium) egy belgiumi lány, aki 1999. június 30-án meggyilkolásra került Steven Michels által.

A gyilkosság nagy figyelmet kapott, mivel Talitha mindössze 9 éves volt, és a gyilkosság körülményei is szokatlanok voltak. Steven Michels, aki 16 éves volt, a lány szomszédja és barátja volt. A bűncselekmény után Michels-t bíróság elé állították, és bár viszonylag enyhe ítéletet kapott, végül három év után szabadon bocsátották.

A gyilkosság és annak utóélete nemcsak az érintett családot, hanem egész Belgiumot is megrázta. A bírósági döntés körüli viták a fiatalkorú bűnelkövetők büntetési gyakorlatát is felvetették.